# Baray orientale
Il Baray orientale è un baray (bacino idrico artificiale) di Angkor in Cambogia. È di forma rettangolare, con il lato maggiore orientato in senso est-ovest, e situato appena ad oriente di Angkor Thom. Gli argini sono lunghi 7,5 km per 1,8 km, per una capacità complessiva di circa 50 milioni di metri cubi. In origine era chiamato Yashodharatataka, dal nome del suo creatore, il re Yasovarman I. Il baray è oggi secco. Nel mezzo del baray si trova il tempio del Mebon orientale.